# Sudan ai Giochi della XIX Olimpiade
Il Sudan partecipò ai Giochi della XIX Olimpiade che si sono svolti a Città del Messico dal 12 al 27 ottobre 1968, con una delegazione di cinque atleti impegnati in due discipline: atletica leggera e pugilato. Fu la seconda partecipazione di questo paese ai Giochi. Non fu conquistata nessuna medaglia.